# Jabuka (otok)
Jabuka je nenaseljeni vulkanski otočić čunjastog oblika u Jadranu, zapadno od Visa. Od Komiže na Visu udaljen je oko 70 km u smjeru zapad-sjeverozapad.

## Geologija
Jabuka je, uz otok Brusnik, jedini jadranski otok eruptivnog podrijetla. Kako se u njegovom crnom vulkanskom stijenju nalazi magnetit, čim se brod približi otoku, magnetska igla kompasa posve "poludi" pa kompas postaje beskoristan. 

## Pristup
Brodovi su u ovim vodama vrlo rijetki jer se otok nalazi daleko od svih morskih putova i izvan plovnih ruta, pa ga posjećuju samo oni kojima je on svrhom i razlogom putovanja, a u novije vrijeme postaje meta jedriličara.
Jabuka nema obale prikladne za pristajanje ni uvale koja bi bila sigurna od vjetra, velika strmina ne dozvoljava izgradnju ikakve nastambe, more uokolo vrlo je duboko (260 m) i gotovo da nema mogućnosti sidrenja, a stijene su glatke i bez prirodnih izbočina za koje bi se brodica mogla vezati. Jabuka je zapravo strma, mjestimice okomita, 96 metara visoka klisura piramidalnog oblika, gola, surova i gotovo potpuno nepristupačna osim na malom području s jugozapadne strane, ali i to samo za mirnog mora što ovdje baš i nije čest slučaj. Naime, smještena u zoni najdubljeg mora, osamljena i udaljena od ostalih otoka i kanala, Jabuka je izložena svim vjetrovima, a kako na pučini čak i najslabiji vjetrovi dižu velike valove, potrebno je mnogo znanja i sreće želite li ovdje pristati. Strmih je obala i teško pristupačan i to tek za mirnog vremena s jugozapadne strane.

## Flora i fauna
Rijetko posjećivano, more oko otoka bogato je ribom, a surovost njegove klime podnose tek dvije endemične vrste: crna gušterica i vrsta biljke po imenu ¨zečina¨, a do prije 50-ak godina tu je rastao i endemski karanfil koji je nažalost istrijebljen. Gnjezdilište je pučinskih ptica, sivog sokola (Falco peregrinus)  i Eleonorinog sokola (Falco eleonorae) i galeba klaukavca (Larus michahellis). Na otoku se održala endemska vrsta crna gušterica Podarcis melisellensis pomoensis i biljni strogo zaštićeni endemi - jabučka zečina (Centaurea friderici subsp. jabukensis) i žljezdasta zečina (Centaurea crithmifolia). Obje pripadaju u porodici Asteraceae. Godine 1958. otok je proglašen geološkim spomenikom prirode.  Okolno more bogato je ribom, posebice zubatcem poznatim i kao  "car o' rib". Područje oko Jabuke, poznato kao Jabučka kotlina prirodno je mrijestilište riba i ostalih vrsta: oslića, škampi, bijelog muzgavca, lignjuna, grdobine i sl.

## Vanjske poveznice
- (engl.) Otok Jabuka (slike)
- (hrv.) Vječiti Izazov - Jabuka
- (hrv.) adriatica.net: Brusnik i Jabuka  Arhivirana inačica izvorne stranice od 13. lipnja 2006. (Wayback Machine)